# اس‌اس آتلانتیک کازوی
اس‌اس آتلانتیک کازوی (به انگلیسی: SS Atlantic Causeway) یک کشتی بود. این کشتی در سال ۱۹۶۹ ساخته شد.
آتلانتیک کازوی یک کشتی کانتینری _ تجاری بود که توسط دولت سلطنتی بریتانیا برای حمایت از نیروهای بریتانیا در جنگ فالکلند برای بازپس‌گیری این جزایر در سال ۱۹۸۲ درخواست شده بود. گذرگاه آتلانتیک در سال ۱۹۶۹ تکمیل شد.